# Strażnica KOP „Polikszty”

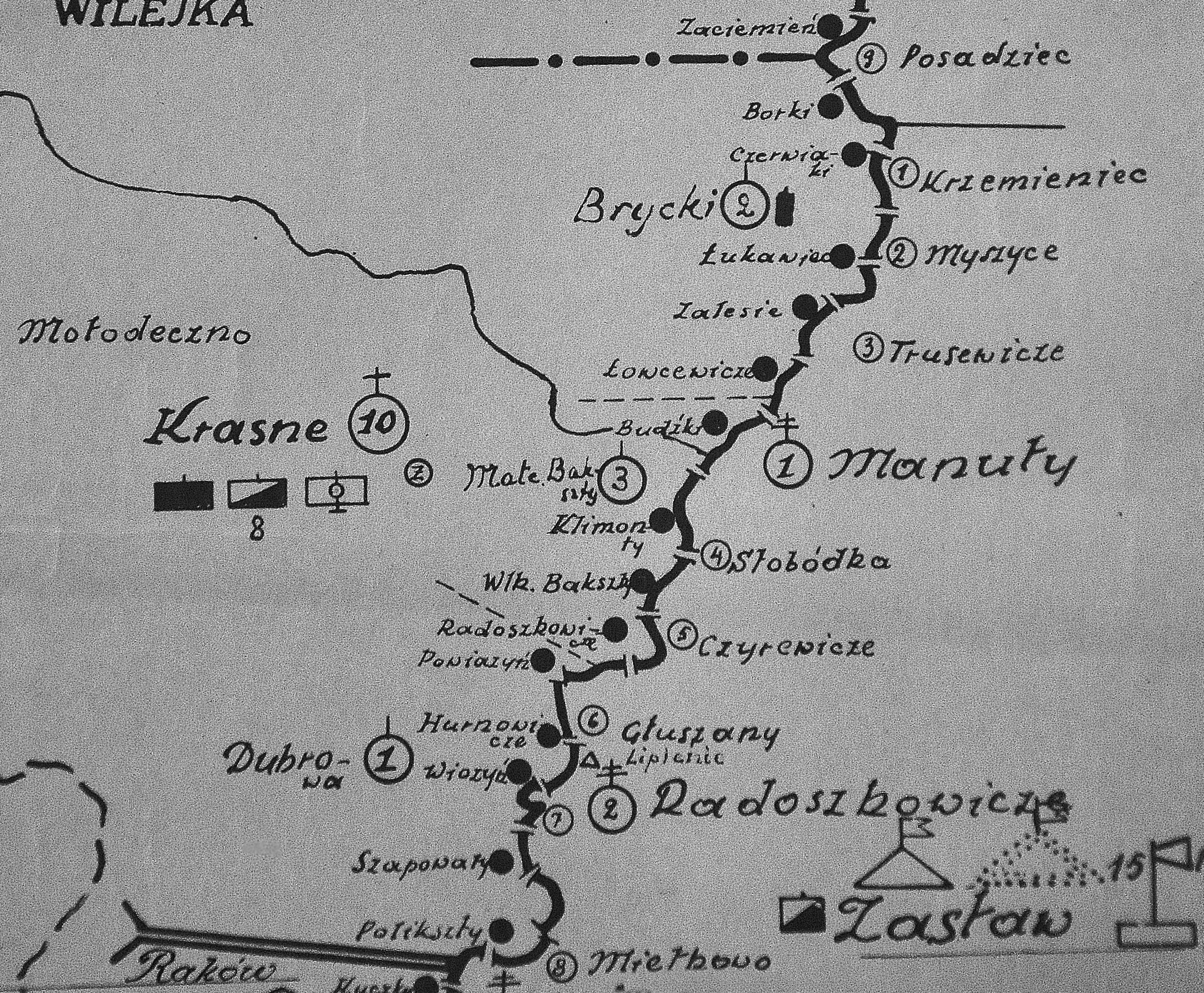
Rozmieszczenie batalionu KOP „Krasne” w 1931

Strażnica KOP „Polikszty” – zasadnicza jednostka organizacyjna Korpusu Ochrony Pogranicza pełniąca służbę ochronną na granicy polsko-sowieckiej.

## Formowanie i zmiany organizacyjne
W 1924, w składzie 3 Brygady Ochrony Pogranicza, został sformowany 10 batalion graniczny. W 1928 w skład batalionu wchodziło 17 strażnic. Strażnica KOP „Polikszty” w latach 1928–1934 znajdowała się w strukturze 1 kompanii KOP „Dubrowa” . W komunikacie dyslokacyjnym z 1938 nie występuje. Strażnica liczyła około 18 żołnierzy i rozmieszczona była przy linii granicznej z zadaniem bezpośredniej ochrony granicy państwowej.
W 1932 obsada strażnicy zakwaterowana była w budynku KOP.

## Służba graniczna
Podstawową jednostką taktyczną Korpusu Ochrony Pogranicza przeznaczoną do pełnienia służby ochronnej był batalion graniczny. Odcinek batalionu dzielił się na pododcinki kompanii, a te z kolei na pododcinki strażnic, które były „zasadniczymi jednostkami pełniącymi służbę ochronną”, w sile półplutonu. Służba ochronna pełniona była systemem zmiennym, polegającym na stałym patrolowaniu strefy nadgranicznej, wystawianiu posterunków alarmowych, obserwacyjnych i kontrolnych stałych, patrolowaniu i organizowaniu zasadzek w miejscach rozpoznanych jako niebezpieczne, kontrolowaniu dokumentów i zatrzymywaniu osób podejrzanych, a także utrzymywaniu ścisłej łączności między oddziałami i władzami administracyjnymi. Strażnice KOP stanowiły pierwszy rzut ugrupowania kordonowego Korpusu Ochrony Pogranicza.
Strażnica KOP „Polikszty” w 1932 ochraniała pododcinek granicy państwowej szerokości 9 kilometrów 420 metrów od słupa granicznego nr 620 do 636.
Sąsiednie strażnice:
- strażnica KOP „Szapowały” ⇔ strażnica KOP „Kuczkuny” - 1928[2], 1929[10], 1931[4] , 1932[11], 1934[12]
- strażnica KOP „Wiazyń” ⇔ strażnica KOP „Kuczkuny” - 1938[7]

## Walki o strażnicę w 1939
17 września 1939 oddziały 42 pułku kawalerii mjr. Czalenki z 36 Dywizji Kawalerii zaatakowały i po dwugodzinnej walce zdobyły strażnicę „Peliksze”. Wspierali je pogranicznicy oraz bateria artylerii konnej.

## Dowódcy strażnicy
- kpr. Niedzielski[14]